# Яковлев, Михаил Сергеевич
Михаил Сергеевич Яковлев (ивр. מיכאל יעקובלב‎; род. 1 сентября 2000, Москва) — российский и израильский трековый велогонщик, неофициальный рекордсмен мира по велоспорту. Бронзовый призёр в дисциплине кейрин на чемпионате мира по трековому велоспорту 2021 года, в спринте на чемпионате Европы 2021 года и на чемпионате Европы 2024 года. В 2022 году Яковлев установил новый неофициальный мировой рекорд в гите на 200 метров со стартом с ходу 9,099 секунды. Яковлев представлял Израиль на летних Олимпийских играх 2024 года в Париже по велоспорту в мужском спринте и кейрине.

## Биография
Родился в Москве, живёт в Тель-Авиве. В 21 год иммигрировал в Израиль вместе с родителями и бабушкой из Москвы. Его семья живёт в Кармиеле на севере Израиля.
Ранее представлял Россию в молодёжной сборной, однако, после 2022 года он сменил спортивное гражданство. В начале 2023 года он впервые представлял Израиль во втором туре Кубка Наций в Джакарте (Индонезия) и завоевал бронзовую медаль на соревнованиях по кейрину. Это был первый раз в истории, когда израильский спортсмен поднялся на пьедестал почёта на соревнованиях в Индонезии, в израильской национальной форме и с израильским флагом. Он выиграл серебряную медаль в третьем этапе Кубка Наций в Каире (Египет), в спринтерских соревнованиях. Кроме того, он также выиграл чемпионат Израиля.
В ноябре 2023 года данные UCI Track Champions League показали, что Яковлев зафиксировал пиковую мощность 2840 Вт, что сделало его самым мощным спринтером в таблице лидеров спринта. Он самый высокий и тяжёлый гонщик в группе: его рост составляет 199 см, а вес — 106 кг.
В ноябре 2023 года получил разрешение Международного олимпийского комитета представлять Израиль на Олимпийских играх в Париже (2024 год). Олимпийский комитет Российской Федерации объявил, что будет обжаловать решение, которое, по их утверждению, было принято без их согласия. Тренер сборной России по велоспорту на треке Сергей Ковпанец заявил, что «Жаль, что мы теряем такого талантливого гонщика, как Михаил».
В 2024 году Яковлев завоевал бронзовую медаль на чемпионате Европы 2024 года в спринте в Апелдорне (Нидерланды), уступив нидерландцу Харри Лаврейсену и поляку Матеушу Рудыку, а также одержав победу над нидерландцу Джеффри Хогландом в гонке за бронзу. Это была первая медаль Израиля на чемпионате Европы по трековому велоспорту.
7 августа 2024 года на Олимпиаде в Париже установил олимпийский рекорд в квалификации спринта с результатом 9,152 секунды, но его достижение спустя несколько минут превзошли еще два участника соревнований. Михаил вышел в 1/8 финала мужского спринта где уступил британцу Хамишу Тёрнбуллу одну тысячную секунды. Во втором утешительном заезде 1/8 финала, Яковлев вылетел уступив поляку Матеушу Рудыку. Михаил не смог пробиться в полуфинал кейрина — в своём четвертьфинале он занял пятое место, которое не позволило ему продолжить борьбу за медали.